# Щеблыкин, Вадим Валерьевич
Вадим Валерьевич Щеблыкин (род. 23 октября 2000, Белгород, Белгородская область, Россия) — российский боксёр-любитель, выступающий в первой тяжёлой и тяжёлой весовых категориях. Мастер спорта России международного класса, член сборной России по боксу (2021—н.в.), серебряный (2021) и бронзовый (2022) призёр чемпионата России, бронзовый призёр Всероссийской Спартакиады (2022), многократный победитель и призёр международных и всероссийских турниров в любителях.

## Биография
Родился 23 октября 2000 года в городе Белгород Белгородской области, в России.

## Любительская карьера
Боксом начал заниматься с юности в родном городе Белгороде и является воспитанником местной Школы олимпийского резерва.
Тренируется под руководством тренеров Ефименко С. Н., Кашкарова А. В.
Был член юниорской (17-18 лет) сборной команды России по боксу.
В 2017 году стал победителем Международного турнира в городе Баку.
И в декабре 2017 года стал призёром Кубка Н. А. Никифорова-Денисова, почётного Президента АИБА, в Санкт-Петербурге.

### 2018—2019 годы
В феврале 2018 года стал серебряным призёром в категории до 91 кг первенства России среди юниоров (17-18 лет) в городе Сыктывкаре, в финале проиграв Игорю Федорову из Санкт-Петербурга.
И в марте 2018 года стал серебряным призёром в категории до 91 кг международного юниорского турнира памяти олимпийского чемпиона Дана Позняка прошедшего в городе Вильнюс (Литва), в финале опять проиграв Игорю Федорову из Санкт-Петербурга.
И в июле 2018 года стал победителем в категории до 91 кг международного турнира «Матч Четырех стран» в городе Санкт-Петербург.
В ноябре 2019 года впервые участвовал во взрослом чемпионате России в Самаре. Там он в категории до 91 кг, в 1/16 финала соревнований единогласным решением судей победил Рамазана Карнукаева, но в 1/8 финала раздельным решением судей проиграл Даниилу Бридову.

### 2021—2022 год
В начале сентября 2021 года в Кемерово завоевал серебряную медаль чемпионата России в категории до 86 кг. Там он в 1/8 финала единогласным решением судей победил Ильгара Джафарова, в четвертьфинале он раздельным решением судей победил Евгения Чаплыгина, в полуфинале единогласным решением судей победил Антона Зайцева, но в финале единогласным решением судей проиграл Шарапутдину Атаеву.
31 мая 2022 года ему было присвоено спортивное звание «Мастер спорта России международного класса».
В августе 2022 года, в Москве стал бронзовым призёром в категории до 92 кг Всероссийской Спартакиады между субъектами РФ по летним видам спорта среди сильнейших спортсменов, где он в четвертьфинале единогласным решением судей победил Рамазана Ханапиева, но затем в полуфинале единогласным решением судей проиграл Рамазану Дадаеву из Владимирской области.

## Профессиональная карьера
В июне — июле 2022 года в составе команды «Тула» участвовал в коммерческом командном всероссийском турнире «Матч ТВ Кубок Победы» организованным телеканалом «Матч ТВ» с призовым фондом в 20 млн. рублей. Этот турнир прошёл по полупрофессиональным правилам: проходили 4-х раундовые бои по профессиональным правилам, но в мягких любительских боксёрских перчатках. Щеблыкин выступал в весе до 92 кг, где он в частности, на третьем этапе соревнований единогласным решением судей одержал победу над опытным Сергеем Слободяном из команды «Сибирь», но в итоге команда «Тула» не вошла в число трёх призовых команд.

## Спортивные результаты

### В любителях
- Чемпионат России по боксу 2021 года — ;
- Всероссийская спартакиада 2022 года — ;
- Чемпионат России по боксу 2022 года — .